# Trzęsienie ziemi w Agadirze (1960)
Trzęsienie ziemi w Agadirze – trzęsienie ziemi w Maroku, które w 1960 roku pochłonęło 12 000 ofiar.

## Historia
29 lutego 1960 roku w Agadirze (Maroko) o godz. 23:40 doszło do trzęsienia ziemi o sile 5,7 stopni w skali Richtera. Wstrząsy były odczuwalne w dzielnicach Founti, Yachech, i Kasbah. Co najmniej 35 000 ludzi zostało bez dachu nad głową. Na skutek kataklizmu zginęło 12 000 osób, a 25 000 osób zostało rannych. Miasto zostało ewakuowane dwa dni po trzęsieniu ziemi w celu uniknięcia rozprzestrzeniania się epidemii.

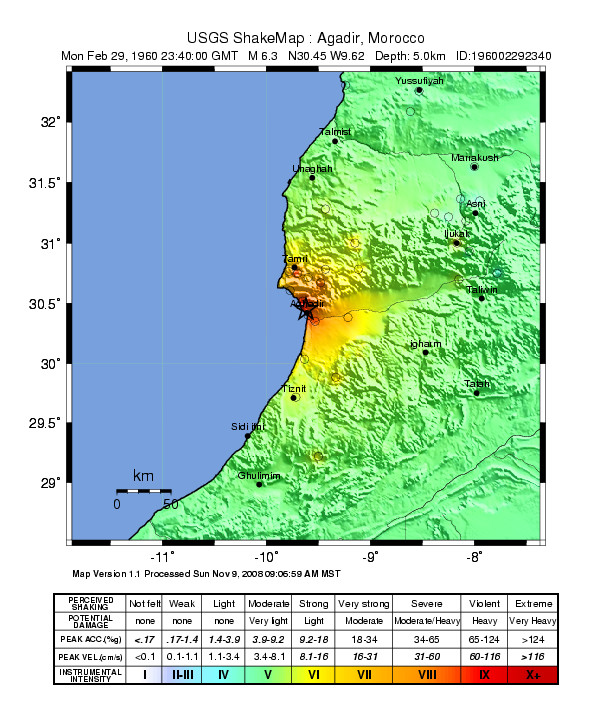
Mapa epicentrum
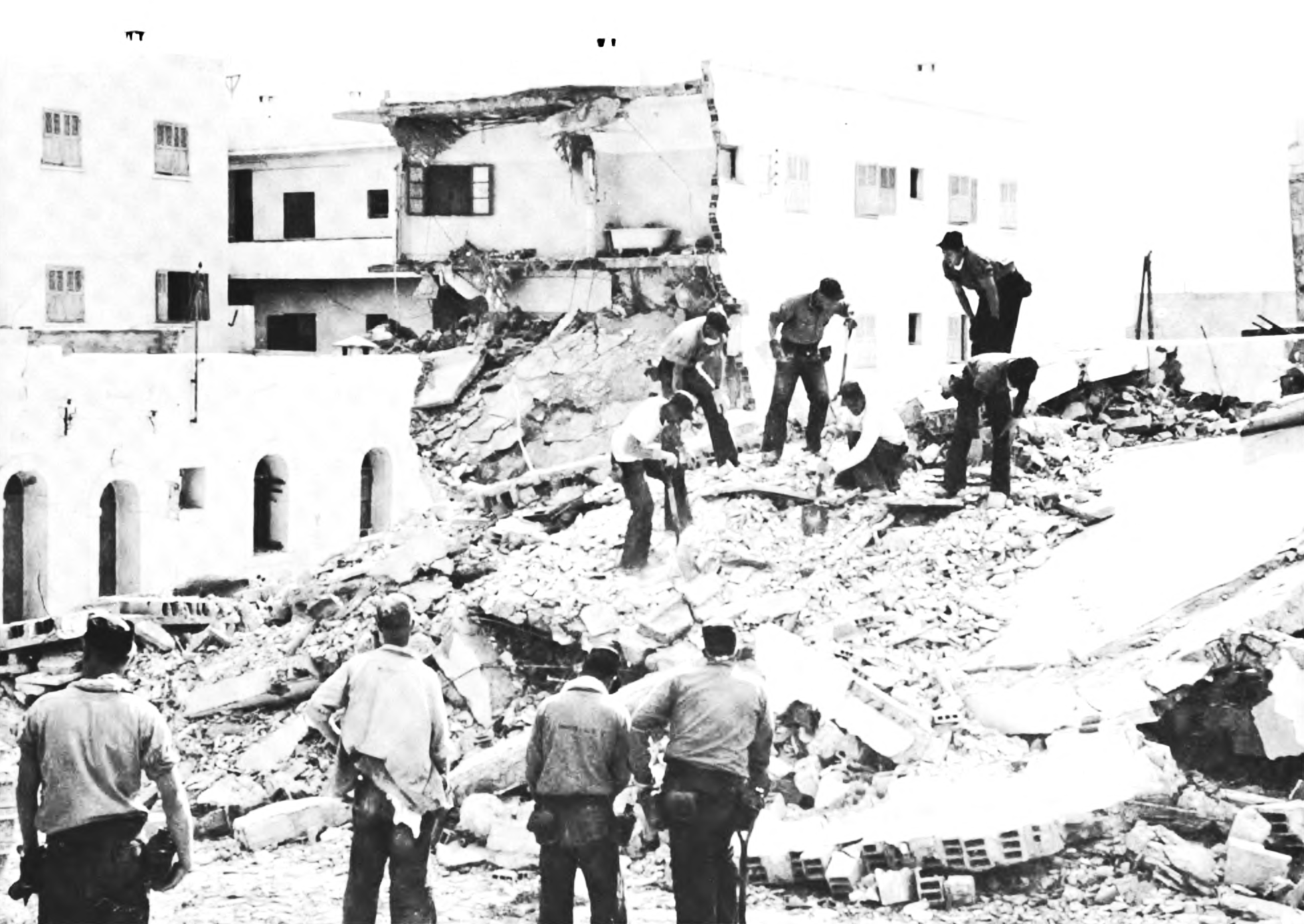
Akcja ratunkowa
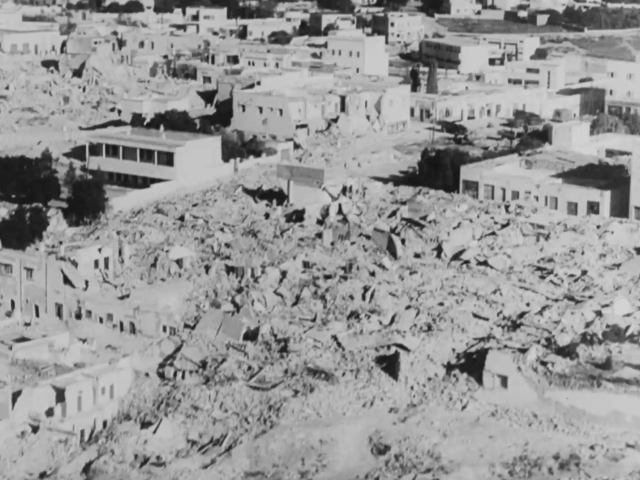
Skutki trzęsienia
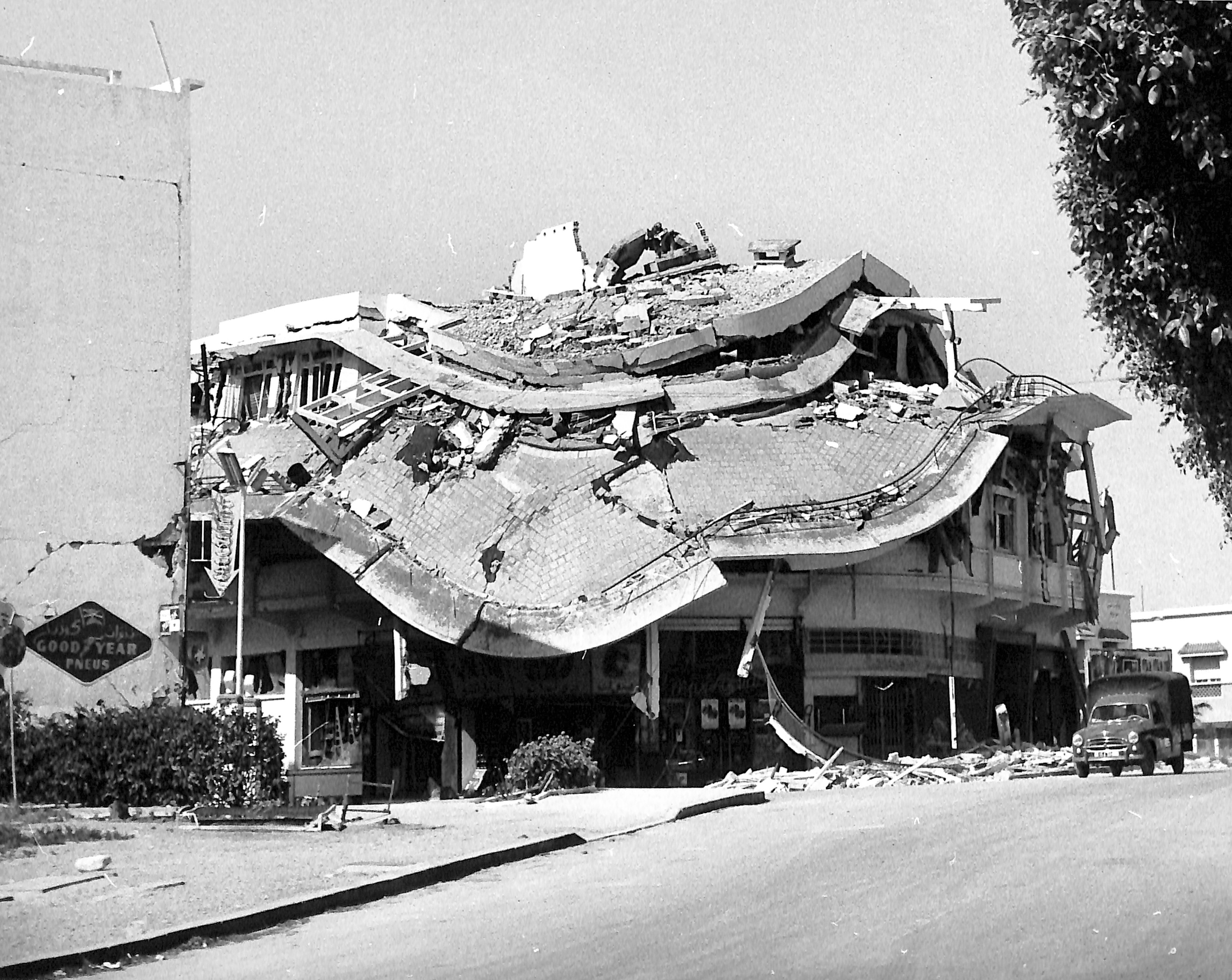
Skutki trzęsienia
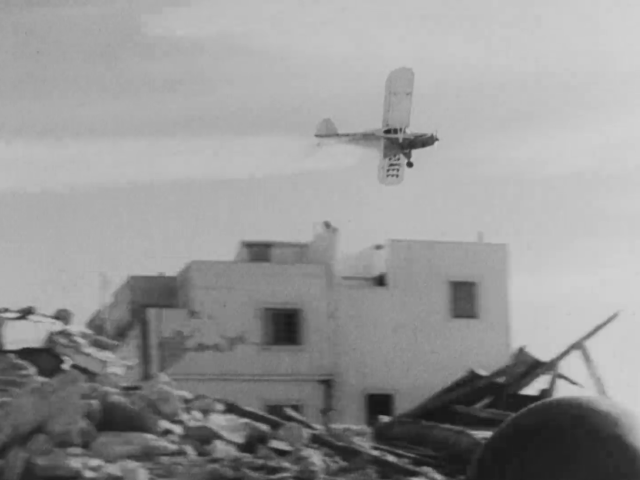
Rozpylanie DDT nad gruzami w celu zapobieżenia epidemii